# Lycoriella approximatonervis
Lycoriella approximatonervis är en tvåvingeart som först beskrevs av Frey 1948.  Lycoriella approximatonervis ingår i släktet Lycoriella och familjen sorgmyggor.
Artens utbredningsområde är Finland. Inga underarter finns listade i Catalogue of Life.